# Reygade
Reygade ist eine französische Gemeinde mit 181 Einwohnern (Stand 1. Januar 2022) im Département Corrèze in der Region Nouvelle-Aquitaine. Die Einwohner nennen sich Reygadais(es).

## Geografie
Die Gemeinde liegt im Zentralmassiv südlich der Dordogne  in der Xaintrie. Tulle, die Präfektur des Départements, befindet sich rund 35 Kilometer leicht nordwestlich und Argentat 10 Kilometer nördlich.
Nachbargemeinden von Reygade sind Monceaux-sur-Dordogne im Norden, La Chapelle-Saint-Géraud im Nordosten, Mercœur im Südosten, Altillac im Südwesten sowie Bassignac-le-Bas im Nordwesten.

## Einwohnerentwicklung
| Jahr      | 1962 | 1968 | 1975 | 1982 | 1990 | 1999 | 2007 | 2016 |
| Einwohner | 192  | 226  | 210  | 202  | 172  | 161  | 185  | 192  |